# 허장성

허장성의 위치

허장성(한국어: 합강성, 중국어: 合江省, 병음: Héjiāng shěng)은 중화민국 국민정부가 중국 대륙을 통치할 때 있었던 성이다. 중국 둥베이 9성의 하나였다. 면적은 135,406km2였고 인구는 1947년 경에 1,841,100명이었다. 성도는 자무쓰시였다.

## 지리
만주국의 둥안성(東安省) 및 싼장성(三江省)의 대부분에 설치되었다. 현재의 헤이룽장성 북동부의 톄리시 동쪽, 아무르강 남안, 무링현 및 이란현 북쪽 지역에 해당한다.
남쪽은 쑹장성, 서쪽은 헤이룽장성과 접했고, 동쪽과 북쪽은 소련과 국경을 접하고 있었다.

## 역사
1947년 국민정부가 만주국의 행정구역을 개편할 때 설립되었다. 그러나 허장성은 1949년 중화인민공화국이 성립한 후에 폐지되어 헤이룽장성에 통합되었다.
1947년부터 1949년까지 중화민국의 행정구역으로 구분되어 있었지만, 중화민국이 실효지배한 적은 없다. 이런 관계로 허장성의 대표는 다른 지방에서 형식적인 선거로 뽑혔다.